# 林嘉澍
林嘉澍（？年—？年），字松雲，名暢懷（長槐），湖南省安福縣人，道光二十六年（1846年）丙午科舉人，其曾孫即中共要人林伯渠。

## 生平
- 同治二年（1863年），署四川鄰水縣知縣[2]。
- 同治三年（1864年），署宜賓縣知縣[3][4]
- 同治十年（1871年），署簡州知州[5][6]
- 同治十二年（1873年），題補大邑縣知縣[7]
- 同治十三年十二月，殲除四川灌縣出力，著俟補同知直隸州知州後以知府用[8]
- 曾任蒲江縣、高縣、永寧縣等縣知縣[9][10]。